# 救世軍葵涌女童院
救世軍葵涌女童院（英語：The Salvation Army Kwai Chung Girls' Home）位於香港新界葵涌原梨木樹（梨木道1號），於1948年至1994年之間開辦。女童院所在的西式建築於2020年6月11日被古物古蹟辦事處列為香港二級歷史建築。

## 歷史
救世軍葵涌女童院前身是一座西式大宅，座落於中葵涌的一座小山崗上。該大宅建於1930年代初。1932至1933年，商人鄧肇坤購入有關地皮。1936年，地皮轉售予深水埗北河戲院東主顏絢之和黃杰雲。
1920年代，由教會發起的廢娼、廢蓄婢運動得到成果，香港政府陸續立例保護婦孺，廢除妹仔、公娼等舊習俗。1931年，救世軍於九龍太子道開辦救世軍培德院（英語：Salvation Army Women’s Industrial Home），收容貧苦少女，例如妹仔、妓女、孤兒和女少年罪犯。宿舍的規模不足以收容日漸增多的院童，於是培德院在1934年遷到九龍塘基堤道2號新院址。
早於1941年，救世軍已打算將該座丟空的大宅作為培德院的長遠院址。在香港政府、救世軍國際、胡文虎先生和其他熱心人士捐助的支持下，救世軍於1947年以十萬港元購入大宅，並於次年完成改建大宅的工作，開辦香港史上第一間正式女童院，並由時任港督葛量洪爵士主持開幕典禮。新院最初有50個床位，為女少年罪犯提供住院式的感化及更生服務，而位於山腳的車庫則改建成課室。
1955年，位於山腰的教堂落成，平日用作教學之用，晚上供救世軍葵涌隊堂使用。1965年至1971年，女童院曾一度改用作社會服務中心，設有托兒所，在職婦女宿舍，女童院的院童一度轉移到馬頭圍女童院。
香港法例第213章《保護兒童及少年條例》生效後，救世軍於1994年起停辦女童院，大宅因而荒廢至今。

## 建築特色
該座西式大宅以裝飾藝術風格為主，大宅內有一座有水磨石扶手的八角形旋轉樓梯，一樓有一個已密封呈半圓形的露台，由地下玄關的兩條托斯卡納柱作支撐，大宅外牆救世軍的徽章仍保留至今。

## 近年發展
救世軍停辦女童院前後，曾數度計劃與發展商合作將地皮重建作商住發展、工業貨倉用途以及神學院，但均被城規會否決。2018年，救世軍以作價約1億港元出售全幅地皮。新業主華信地產財務將建築的窗戶拆除並在內部加建鐵架。2019年，新業主向城規會申請將建築改建為安老院，計劃中只有主樓及小教堂會保留。城規會於2020年接納有關改劃申請。

## 外部連結
- 上葵涌救世軍葵涌隊圖片 （页面存档备份，存于）